# Amiserica flavolucida
Amiserica flavolucida är en skalbaggsart som beskrevs av Ahrens 2003. Amiserica flavolucida ingår i släktet Amiserica och familjen Melolonthidae. Inga underarter finns listade i Catalogue of Life.